# Nace Junkar
Nace Junkar, slovenski operni pevec in pevec zabavne glasbe, * 16. junij 1958, Ljubljana
Junkar je solo petje študiral pri Kseniji Vidalli Žebre. Leta 1977 je na mednarodnem tekmovanju mladih opernih pevcev Totti del Monte v Trevisu dobil nagrado za najbolj obetavnega mladega opernega pevca. Leta 1979 se je zaposlil v Ljubljanski operi, kjer je bil redni član do leta 2012, ko se je upokojil. Še vedno poučuje solo petje.
Od leta 1982 naprej deluje tudi na zabavno glasbeni sceni. Na več priznanih festivalih, kot so (Vesela jesen, Melodije morja in sonca) je dosegel velike uspehe, sodeloval pa je tudi z nekaterimi slovenskimi popularnimi glasbeniki (Oto Pestner, Helena Blagne). Leta 1989 je s Heleno Blagne zmagal na Melodijah morja in sonca s pesmijo Vrniva se na najino obalo, na istem festivalu pa je zmagal tudi leta 1990, takrat s pesmijo Slovenski mornar, ki jo je zanj napisal Oto Pestner.

## Diskografija
- Ti si moja melodija / Naj bo ta ples le za naju - 1984
- Čuvaj to ljubezen, Arija ljubezni (duet z Meto Močnik) - 1985
- Svoje pesmi vam poklanjam - 1985
- Melodije moje so bogastvo - 1986
- Slovenija, najlepša si dežela, Mama (duet z Otom Pestnerjem) - 1987
- Slovenija, najlepša si dežela (duet z Otom Pestnerjem) - 1987
- Moje najlepše kancone - 1989
- Vrniva se na najino obalo (duet s Heleno Blagne) - 1989
- Slovenski mornar - 1990
- Bravo, Nace Junkar - 1990
- Nace - 1991
- Zdrava Marija-Ave Maria - 1992
- Španski poljub - 1993
- Prijatelja za vedno (duet s Heleno Blagne) - 1994
- Helena in Nace (duet s Heleno Blagne) - 1995
- Najlepše božične pesmi - 1996
- Moje kancone - 1998
- Nace Junkar - Menart Records - 1999
- Ne oziraj se - Menart Records - 2001
- Marija, mati dobrega sveta - Menart Records - 2002
- All' italiana – Po italijansko - Menart Records - 2007

## Nastopi na glasbenih festivalih

### Slovenska popevka
- 1983: Suzana (Andrej Pompe - Andrej Pompe)

### Melodije morja in sonca
- 1985: Moja domovina je poletje (Nikica Kalogjera - Elza Budau)
- 1989: Vrniva se na najino obalo (Oto Pestner - Oto Pestner) - 1. nagrada občinstva (s Heleno Blagne)
- 1990: Slovenski mornar - 1. nagrada občinstva